# بلوتوبف
بلوتوبف (بالألمانية: Blautopf) تعني الوعاء الأزرق بالألمانية. هو نبع يعمل كمصدر لنهر بلاو في المناظر الطبيعية الكارستية على الحافة الجنوبية لشوابيان جورا، في جنوب ألمانيا.

## الفهرس
Faszination Blautopf. Thorbecke Jan Verlag. 2009. ص. 136. ISBN:978-3799508315. OCLC:316307940.

## وصلات خارجية
- Homepage of the Arbeitsgemeinschaft Blautopf (English version available)
- Homepage of the city of Blaubeuren (in German)
- Webpage about the Blautopf with more links
- Film taken at Blautopf